# Tudor Băluță
Tudor Cristian Băluță (phát âm tiếng Romania: [ˈtudor kristiˈan bəˈlut͡sə]; sinh ngày 27 tháng 3 năm 1999) là một cầu thủ bóng đá người România thi đấu ở vị trí hậu vệ cho Viitorul Constanța.

## Danh hiệu

### Câu lạc bộ
Viitorul Constanța
- Liga I: 2016–17
- Siêu cúp bóng đá România: Á quân 2017

## Thống kê sự nghiệp

### Quốc tế
Tính đến 26 tháng 9 năm 2022
| Đội tuyển quốc gia | Năm       | Số trận | Bàn thắng |
| ------------------ | --------- | ------- | --------- |
| România            | 2018      | 3       | 0         |
| România            | 2019      | 4       | 0         |
| România            | 2022      | 1       | 0         |
| Tổng cộng          | Tổng cộng | 8       | 0         |